# Мехді Казимли
Мехді Казимли (нар. 27 вересня 1979, Хирмандали, Білясуварський район, Азербайджанська РСР, СРСР) — український вебпрограміст, громадський діяч та музикант азербайджанського походження. Вважається першим, хто візуально пропагував секулярну думку в Азербайджані.

## Біографія
Мехді Казимли народився 27 вересня 1979 року в селі Хирмандали Білясуварського району Азербайджанської РСР. У 1997 році отримав запрошення до України, де певний час проживав і працював. З 2007 року навчався в галузі інформаційних технологій, а в 2011 році завершив вищу освіту за цією спеціальністю. З того часу працює вебпрограмістом.

## Діяльність
Окрім роботи в галузі технологій, Мехді Казимли відомий своїми просвітницькими та музичними проєктами. Його відео, думки та виступи, засновані на фактах, відіграли важливу роль у поширенні секулярної думки в Азербайджані.

## Музична діяльність
Під псевдонімом «Mehdi K» Мехді Казимли створив низку музичних творів, серед яких:
- Belalim (Mystic)
- Last Year (Geçen Yıl)
- Disappointment
- Didn't you miss me
- Unfortunately Betrayal

Його пісні доступні на платформах iTunes, Spotify та інших музичних сервісах.

## Відомий також як
Мехді Казимлі також відомий під іменами Мехді Казим, Mehdi K, Мехді Казимов та Mekhdy Kazym.